# Cementite

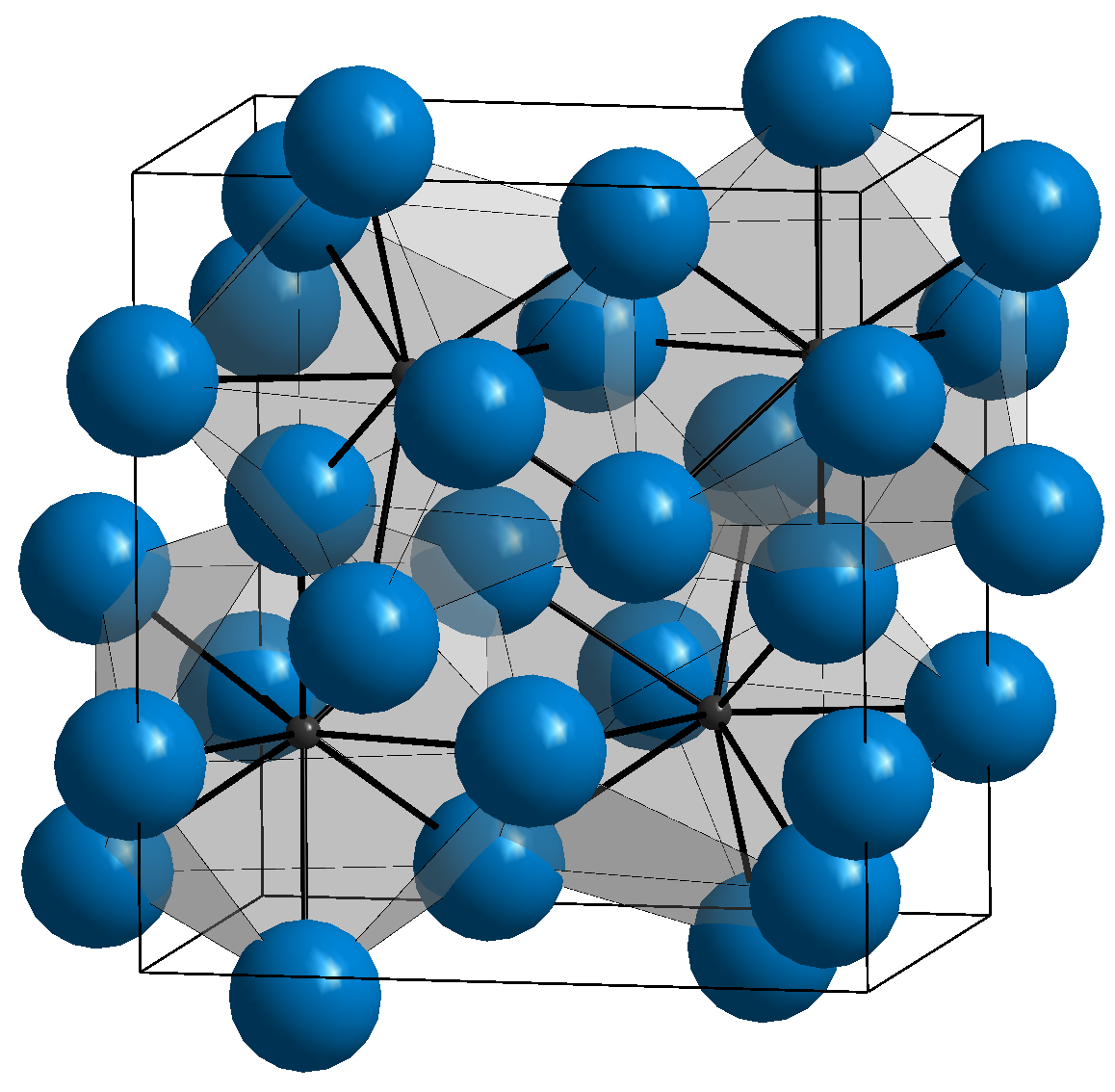
Struttura ortorombica della cementite. Si notino i quattro atomi di C circondati dai 12 di Fe.

La cementite è una fase dell'acciaio costituita da carburo di ferro nella particolare microstruttura di placchette depositate a bordo grano. Dal punto di vista chimico si tratta di un composto intermetallico duro e fragile, costituito da ferro (93,3% in peso) e carbonio (6,67% in peso) indicato con il simbolo Fe3C.
È importante sottolineare il fatto che solo il carburo di ferro in questa particolare modalità di aggregazione viene denominato cementite. Quando esso si trova in cristalli lamellari alternati di fase α e Fe3C esso prende il nome di perlite, mentre quando si trova in cristalli misti austenite e Fe3C, prende il nome di ledeburite.
La presenza negli acciai di cementite promuove un aumento delle proprietà meccaniche di durezza e resistenza, ma di contro favorisce un comportamento fragile della lega.

## Cementite primaria, secondaria e terziaria

Diagramma ferro-carbonio. Sono indicati i campi di esistenza della cementite primaria (cm_{I}), secondaria (cm_{II}) e terziaria (cm_{III}).

A seconda della percentuale di carbonio presente nella lega si formano tre tipi diversi di cementite, uguali dal punto di vista chimico-fisico, ma differenti per origine:
- Cementite primaria: cementite formatasi in una ghisa ipereutettica (C > 4,3%) durante la trasformazione eutettica:

{\displaystyle {\text{liquido}}\longrightarrow \gamma +{\text{Fe}}_{3}{\text{C}};}
- Cementite secondaria: cementite formatasi negli acciai ipereutettoidici e nelle ghise ipoeutettiche dallo smiscelamento del carbonio dai cristalli di austenite. Come è facilmente visibile dal grafico Fe-C, riducendo la temperatura del composto, la solubilità del carbonio nel ferro γ tende a diminuire. Non trovando più spazio nel reticolo cristallino, gli atomi di carbonio interstiziali migreranno a bordo grano dove, incontrando atomi liberi di ferro, creeranno il carburo di ferro e si disporranno in placchette tipiche della cementite.
- Cementite terziaria: cementite formatasi in tutti i tipi di acciai e ghise a causa alla diminuzione di solubilità del carbonio nel ferro alfa. A 727 °C la solubilità del carbonio nel ferro alfa in una lega binaria è molto bassa, pari allo 0,02%. A temperatura ambiente la solubilità diventa pressoché nulla, per cui, in una situazione analoga a quella della cementite II, avviene lo smiscelamento del carbonio in eccesso. Sebbene, come detto prima, si possa osservare questo tipo di cementite indipendentemente dalla % di carbonio presente nella lega, essa è anche quella presente in minor concentrazione.